# Francesco Finocchietti
Francesco Finocchietti (Pisa, 7 febbraio 1815 – Pisa, 30 dicembre 1899) è stato un politico italiano.

## Biografia
Gonfaloniere di Pisa nel Granducato di Toscana (maggio-agosto 1859), fu prefetto di Siena (20 luglio 1859), prefetto di Pavia (17 novembre 1861-21 agosto 1862).